# Goričan
Gmina Goričan (chorw. Općina Goričan) – wieś i gmina w północnej Chorwacji, w żupanii medzimurskiej. W 2011 roku liczyła 2823 mieszkańców.
Znajduje się w nim przejście graniczne z Węgrami Letenye-Goričan, w ciągu trasy europejskiej E71 oraz punkt początkowy Autostrady A4. Płynie przez niego Mura.
W Goričanie znajduje się stadion żużlowy Millenium, na którym regularnie rozgrywane są międzynarodowe zawody.